# Carl Richtsteig

Carl Eduard Maximilian Richtsteig

Carl Eduard Maximilian Richtsteig (* 16. März 1809 in Glogau; † 25. Mai 1879 in Kroppen) war zwischen 1866 und 1871 Oberbürgermeister der Stadt Görlitz. Später übernahm er die Direktion der Berlin-Görlitzer- und Halle-Sorau-Gubener Eisenbahn.

## Leben
Carl Richtsteg wurde 1809 als Sohn eines Arztes im niederschlesischen Glogau geboren und besuchte das städtische Gymnasium. Zwischen 1828 und 1831 studierte er Rechtswissenschaften in Berlin. Anschließend arbeitete er als Auskultator an den Stadtgerichten in Glogau und Sprottau sowie an den Oberlandesgerichten Glogau und Breslau. Später war er Oberlandesgerichtsassessor in seiner Heimatstadt. Ab 1837 war er als Justizkommissar und Notar in Görlitz tätig. Zwischen 1845 und 1860 war er besoldetes Mitglied des städtischen Magistrats und städtischer Kämmerer. Weiterhin saß er 1845 im Oberlausitzer Kommunallandtag und war Präses des evangelischen Gemeindekirchenrats. Während seiner Tätigkeit im Magistrat der Stadt Görlitz arbeitete er ein lokales Baupolizeigesetz aus. Dieses wurde am 24. Dezember 1847 von Liegnitzer Regierung bestätigt. 1851 erreichte er eine bedeutende Erweiterung des inneren Steuerbezirks. An die Erweiterung erinnern heute noch unter anderem die Steuerkontrollhäuser an der Zittauer, der Girbigsdorfer und der Rothenburger Straße.
Im Jahr 1860 wurde er von der Stadtverordnetenversammlung zum Bürgermeister und Stadtsyndikus gewählt. 1866 wurde er schließlich zum Oberbürgermeister der Stadt Görlitz berufen. Auf Grund der guten Beziehungen Richtsteigs zu Bethel Henry Strousberg erhielt Görlitz einen direkten Bahnanschluss an die Hauptstadt Berlin. Richtsteig kündigte unerwartet sein Dienstverhältnis zum 1. Juli 1871 und übernahm den Direktionsposten bei der Berlin-Görlitzer- und Halle-Sorau-Gubener-Eisenbahn. Bereits 1875 wurde Richtsteig auf Grund von Unterschlagungen eines Mitarbeiters ohne Pensionsanspruch zum Rücktritt gezwungen.
Richtsteig zog sich schließlich verbittert auf sein Gut Kroppen bei Ortrand zurück. Im Jahr 1879 ersuchte er den städtischen Magistrat von Görlitz auf Grund finanzieller Schwierigkeiten um die Genehmigung, seine Kanzlei wieder eröffnen zu dürfen. Doch wenige Tage später verstarb Richtsteig am 25. Mai 1879.